# Klütz

Klütz est une ville de l'arrondissement du Mecklembourg-du-Nord-Ouest en Mecklembourg-Poméranie-Occidentale (Allemagne). Elle est située sur la côte de la mer Baltique, à 22 km au nord-ouest de Wismar et à 33 km au nord-est de Lübeck.

## Quartiers
| - Klütz - Christinenfeld - Goldbeck - Grundshagen | - Hofzumfelde - Oberhof - Steinbeck - Wohlenberg | - Arpshagen - Niederklütz - Kühlenstein - Tarnewitzerhagen |

## Jumelages
- Bad Arolsen (Allemagne)